# 빈투문
빈투문(Beentomoon)은 글로벌 패션 기업이다. 우주선 선내 안에서 입을 수 있는 가장 편안한 맨투맨 세트(또는 후디 세트) 제작을 목표로 창설된 세계최초 우주 패션 브랜드이다. 2018년 처음 런칭한 후, 빈투문 공식 홈페이지를 통해 세계 각지로 입지를 넓혀가고 있다. 빈투문(Beentomoon)은 영문으로 been•to•moon이며, 구절은 '달에 머무르다'라는 의미를 지니고 있다. 다양한 제품을 취급하지 않고 원톱 제품 체제에 주요 가치를 두며, 디자인 신조는 영원(永遠) 그리고 무(無)이다.  밤하늘의 별과 같이 흑과 백이 회사 정체성이자 제품 테마이며, 제품 품목은 남녀공용(Unisex clothing) 하나다.

빈투문 (Beentomoon)

가성비가 나쁘진 않다고 평가 받지만, 정가 대로 사기엔 좀 부담스러운 가격이다보니, 세일을 이용하는 것도 지출을 줄일 수 있는 좋은 방법이다. 글로벌 캐주얼 의류 브랜드로서, 자체 온라인 스토어가 플르그십 스토어이며 미국,캐나다,러시아,영국,스페인,포르투갈, 아르헨티나, 독일, 프랑스, 스웨덴, 중국, 일본, 오스트레일리아에 판매를 하고 있으며, 상품 발송은 자체 해외 배송 beentomoon.com 보관됨 2021-09-12 - 웨이백 머신 사이트를 통해 배송된다.

### 컬래버레이션

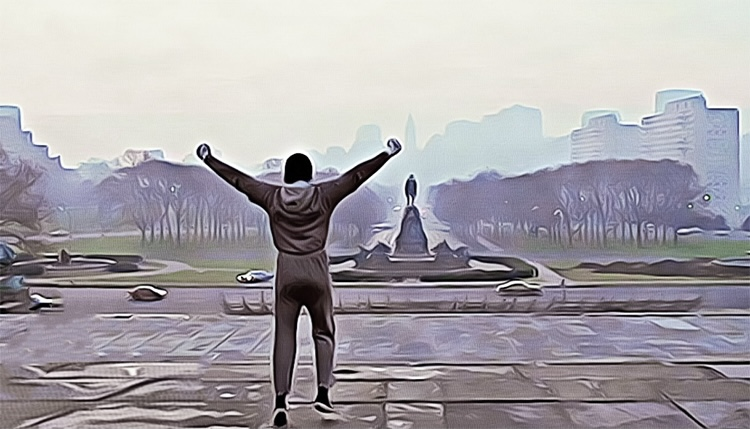
영화 '록키' 장면 중 후드 세트 (상,하의)

- 오늘날까지 빈투문(Beentomoon)은 타 브랜드社와 브랜드 콜라보를 진행한 바가 없다.
- 빈투문 후드 세트의 모티브는 영화 '록키'에서 주인공의 열띤 트레이닝 장면 중 극중 주인공(록키 발보아)가 착용한 트레이닝복 세트에서 영향을 받은 것으로 보이기도 한다.
- 오늘날까지 빈투문(Beentomoon)은 세계에서 유일한 우주 패션 브랜드이다.